# Tim Ricke

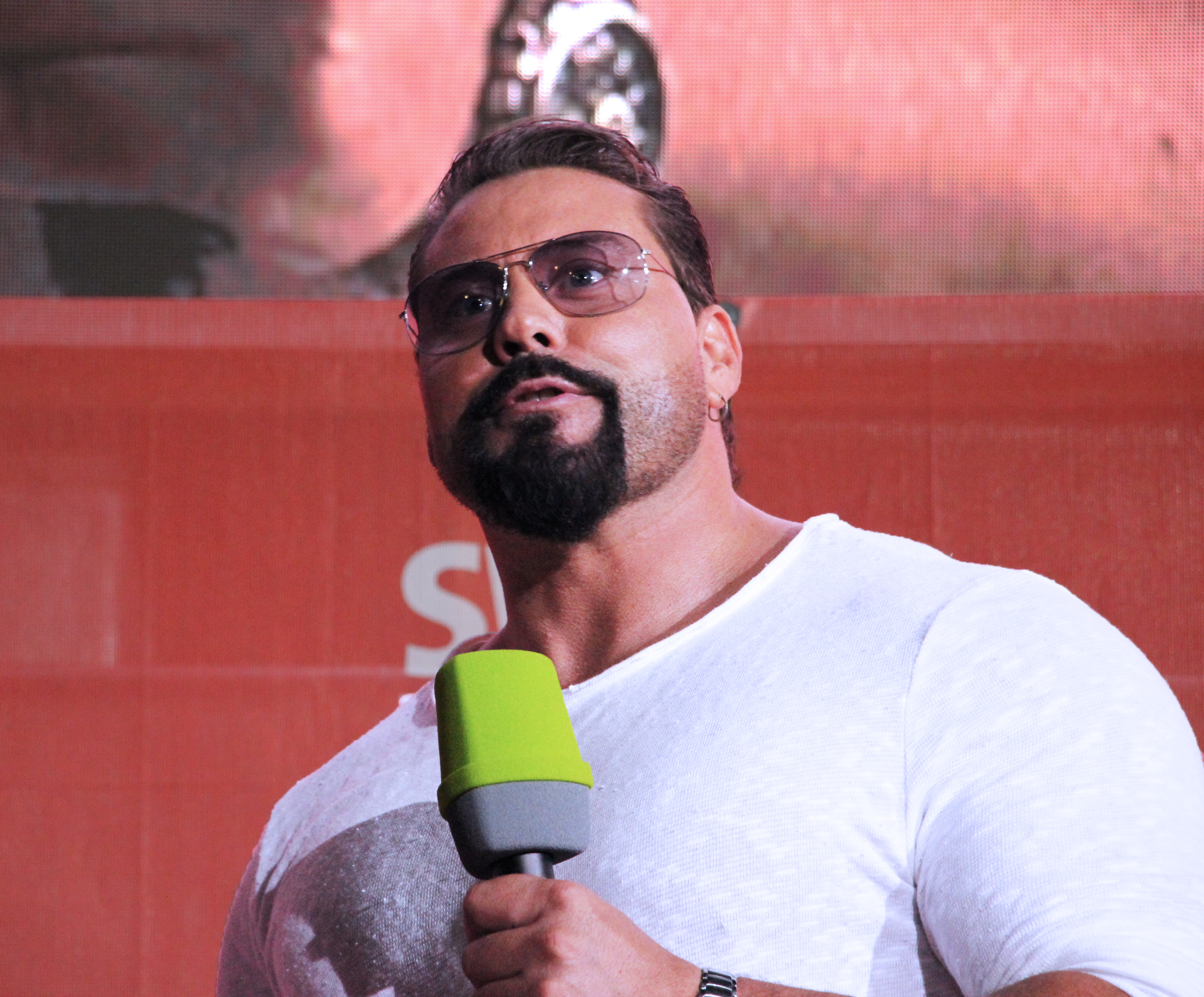
Tim Ricke (2019)

Tim Ricke (* 1977 in Duisburg) ist ein deutscher Schauspieler und ehemaliger Amateur-Bodybuilder.

## Leben
Ricke beendete seine schulische Laufbahn mit der Fachhochschulreife und machte eine Ausbildung zum Vermessungstechniker. Seit 2007 hat er in einer Vielzahl von Serien hauptsächlich im Scripted Reality Genre mitgespielt. Später folgten dann auch andere Formate. In seiner frühen Jugend war Ricke Leistungsschwimmer und Wasserballer. Im Jahr 1993 begann er mit dem Bodybuilding Sport, den er bis heute betreibt. In dem Zeitraum von 2008 bis 2013 nahm Ricke auch aktiv an Amateurwettkämpfen im Bodybuilding teil.

## Filmografie (Auswahl)
- 2007/2012: Richter Alexander Hold (Folgen: Wie gewonnen, so zerronnen / Achtung Schwiegermutter)
- 2007/2008: Das Strafgericht (Folgen: Der unbekannte Zeuge / Das It-Girl)
- 2008–2013: K11 – Kommissare im Einsatz (Folgen: Allein unter Killern / Zeuge wider Willen / Sport ist Mord / Tödlicher Irrtum / Ein Traum in Rot)
- 2009–2012: Richterin Barbara Salesch (Folgen: Blutige Braut / Mama + Papa = MaPa / Hilfe in Not / 35 Kilo)
- 2010/2014: Familien im Brennpunkt (Episoden: 87 / 692 / 896)
- 2010/2011: Niedrig und Kuhnt – Kommissare ermitteln (Folgen: Liebeswahn / Heiße Ware / Nächstenliebe)
- 2010: X-Diaries (Folge: Lesbische Liebe)
- 2012–2016: Alles was zählt (Episoden: 1343 / 1710 / 2344 / 2345)
- 2012: Lenßen (Folgen: Traumfrau gesucht / Der Arzt mit den goldenen Händen)
- 2012: Unter Beobachtung (Folge: Watching you)
- 2012/2014: Verklag mich doch! (Folgen: Der Arbeitsvermittler / Letzte Rettung Frauenhaus)
- 2012/2014: Unter uns (Episoden: 4404 / 4405 / 4800 / 4801 / 4814 / 4815 / 4816)
- 2012: ZDF Teaser – Arne Dahl (Werbefilm)
- 2013: Wilsberg – Treuetest (Fernsehreihe)
- 2013: Privatdetektive im Einsatz (Folge: Augen auf beim Autokauf)
- 2013/2017: Köln 50667 (Episoden: 57 / 58 / 1051)
- 2013: Achtung Kontrolle! – Die Topstories der Ordnungshüter (Dokuserie)
- 2014: Schneller als die Polizei erlaubt (Folgen: Meine Braut, ihr Schwiegervater und ich / Doping)
- 2014: Betrugsfälle (Folge: Keine Fragen!)
- 2014–2018: Auf Streife (Episoden: 152 / 357 / 581 / 657 / 712 / 764 / 935)
- 2014: In Gefahr – Ein verhängnisvoller Moment (Folge: Thea – Löwenmutter)
- 2014/2015: Verdachtsfälle (Folgen: 955 / 1128 / 1160)
- 2014/2015: Im Namen der Gerechtigkeit (Folgen: Attacke am See / Trennung mit Hindernissen / Verführt – Entführt)
- 2015–2017: Der Blaulicht Report (Episoden: 75 / 315 / 1157 / 1866)
- 2015:	Hilf mir! (Folge: Die Terror-Mutter)
- 2016:	Verdächtig – Detektei Wolloscheck deckt auf (Folge: Erinnerungslücken)
- 2017:	Der Blaulicht Report Spezial – Wache Köln Ost (Episode: 84)
- 2017:	Der Blaulicht Report Spezial – Augenzeugen (Episode: 26)
- 2017:	Die Trovatos – Detektive decken auf (Episode: 488)
- 2017/2018: Die Ruhrpottwache (Episoden: 185 / 193 / 234)
- 2018: Meine Geschichte - Mein Leben (Folge: 5 Frauen – Anna & ihre Hotelkolleginnen)
- 2018: Krass Schule – Die jungen Lehrer (Episoden: 39 / 42)
- 2018/2019: Klinik am Südring (Episoden: 315 / 415 / 473 / 514)
- 2019: Auf Streife – die Spezialisten (Episode: 623)
- 2019: Hüftkreisen mit Nancy (Fernsehfilm)
- 2019: Tatort – Maleficius (Fernsehreihe)
- 2019: Herz über Kopf (Episode: 40)
- 2020: Grünberg und Kuhnt – Kommissare ermitteln (Folge: Vorstadthölle)
- 2021: Sankt Maik (Folge: Ein Bruder für einen Bruder)
- 2023/2025: Ulrich Wetzel – Das Strafgericht (Folgen: Sportler beinahe von Fitnessgerät erschlagen / Frau beinah eiskalt im Altkleidercontainer entsorgt)
- 2024: Barbara Salesch – Das Strafgericht (Folgen: Brachte unglückliche Stewardess ihren eifersüchtigen Ehemann um? / Rächte sich attraktive Justizvollzugsbeamtin an Macho-Häftling? / 11.000-Euro-Raub - Nachbarin unter Verdacht)
- 2024/2025: Notruf (Folgen: Bis aufs Blut / Kumpel wird zum Lebensretter)